# Campionati mondiali juniores di slittino 2012
I Campionati mondiali juniores di slittino 2012 si sono disputati a Schönau am Königssee, in Germania, dal 18 al 19 febbraio 2012. È la quarta volta che la pista bavarese ospita la manifestazione iridata di categoria dopo le edizioni del 1986, del 1991 e del 2003.

## Podi[1]
| Evento          | Oro                                                                 | Tempo                         | Argento                                                                      | Tempo                           | Bronzo                                                                     | Tempo                           |
| Singolo Uomini  | Vladimir Pitilinov                                                  | 1:40.224                      | Dominik Fischnaller                                                          | 1:40.302                        | Georg Reumschüssel                                                         | 1:40.311                        |
| Singolo Donne   | Aileen Frisch                                                       | 1:42.873                      | Nathalie Burckhardt                                                          | 1:43.094                        | Katrin Rudolph                                                             | 1:43.564                        |
| Doppio          | Nico Grüßner Toni Förtsch                                           | 1:34.201                      | Robin Geueke David Gamm                                                      | 1:34.402                        | Tim Brendel Florian Funk                                                   | 1:34.493                        |
| Staffetta Mista | Germania Aileen Frisch Georg Reumschüssel Nico Grüßner Toni Förtsch | 2:30.134 51.620 51.400 47.114 | Russia Ekaterina Baturina Vladimir Pitilinov Andrej Bogdanov Andrej Medvedev | 2:31.061 52.466 51.377 47.218 . | Italia Maria Messner Dominik Fischnaller Florian Gruber Simon Kainzwaldner | 2:31.727 52.932 51.140 47.655 . |

## Medagliere
| Posiz. | Nazione  | Oro | Argento | Bronzo | Totale |
| ------ | -------- | --- | ------- | ------ | ------ |
| 1      | Germania | 3   | 2       | 2      | 8      |
| 2      | Russia   | 1   | 1       | 0      | 2      |
| 3      | Italia   | 0   | 1       | 1      | 2      |